# Reto R. Bezzola

Reto R. Bezzola, ca. 1970

Reto Raduolf Bezzola (* 13. September 1898 in Celerina/Schlarigna; † 7. Januar 1983 in Samedan) war ein Schweizer Romanist und Mediävist.

## Leben
Bezzola, dessen Muttersprache das rätoromanische Idiom Puter war, promovierte 1922 in Zürich mit Contributo alla storia dei gallicismi italiani nei primi secoli (750–1300). Saggio storico-linguistico (Zürich 1924). Er habilitierte sich 1929 ebenda über Spirito e forma nei canti di Giacomo Leopardi (Bologna 1930). Ab 1938 war er ausserordentlicher, von 1945 bis 1968 ordentlicher Professor für französische, italienische und rätoromanische Literatur an der Universität Zürich. Er verfasste ein deutsch-rätoromanisches Wörterbuch für die ladinischen Idiome sowie eine umfangreiche Geschichte der rätoromanischen Literatur.

## Weitere Werke
- Abbozzo di una storia dei gallicismi italiani nei primi secoli (750–1300). Saggio storico-linguistico. Heidelberg 1925.
- Deutsch-romanisches Wörterbuch: Ladinisch / Dicziunari tudais-ch–rumantsch-ladin. Hrsg. von der Lia Rumantscha / publichà da la Lia Rumantscha, Chur 1944, 2. Auflage 1976, 3. Auflage mit Rudolf O. Tönjachen, 1982.
- Les origines et la formation de la littérature courtoise en Occident (500–1200). 3 Bde., Paris 1944, 1960, 1963.
- Le sens de l’aventure et de l’amour. Paris 1947.
- Liebe und Abenteuer im höfischen Roman. Hamburg 1961.
- Litteratura dals Rumauntschs e Ladins. Chur 1979.